# Colletes malleatus
Colletes malleatus is een vliesvleugelig insect uit de familie Colletidae. De wetenschappelijke naam van de soort is voor het eerst geldig gepubliceerd in 1933 door Cockerell.
De diersoort komt voor in Zimbabwe.